# وستو اسلیفر
وستو اسلیفر (انگلیسی: Vesto Slipher؛ ۱۱ نوامبر ۱۸۷۵ – ۸ نوامبر ۱۹۶۹) یک ستاره‌شناس اهل ایالات متحده آمریکا بود.